# 小叶吊石苣苔
小叶吊石苣苔（学名：Lysionotus microphyllus）为苦苣苔科吊石苣苔属下的一个种。

## 扩展阅读
- 維基物種上的相關：小叶吊石苣苔